# Radó Pál
Radó Pál, 1902-ig Rosenberg (Farmos, 1883 – 1944, deportálásban) magyar író.

## Életútja
Rosenberg Pál néven született, izraelita vallású. Kempner Magda írónő férje. A budapesti egyetemen szerzett magyar-francia szakos oklevelet (1908). Tanári pályáját a Markó utcai főreáliskolában kezdte, majd Lippán tanított; négyévi háborús katonai szolgálat után Nagyváradon a Felső Kereskedelmi Iskola tanára. A Szigligeti Társaság választmányi tagja. Esztétikai dolgozatai jelentek meg. Arany-életrajzával elnyerte a nagyszalontai Arany János Társaság pályadíját. Elbeszéléssel szerepelt a Gara Ernő szerkesztette 50 erdélyi író és újságíró. Fegyverek közt – múzsák című almanachban (Nagyvárad, 1940).

## Munkái
- Arany János élete és munkássága (Nagyszalonta, 1930)
- Semmi sem bizonyos (A kétkedés regénye Salamon királytól Anatole France-ig. (Nagyvárad, 1939)